# Degeaba
Degeaba este un album al rapsodului român Tudor Gheorghe, din anul 2012, dedicat martirilor căzuți la Revoluția Română din 1989 . Albumul este rezultatul unui spectacol mai vechi al maestrului Tudor Gheorghe , Mie-mi pasă . În album se regăsesc cântece de omagiere a celor căzuți în decembrie 1989 (Uvertura Pune Tată Steag la poartă , Rugă la Timișoara ) , melodii care arată viața politică , economică și socială a României din 1990 până în prezent (Colind de parlamentari , Colind de fost parlamentari ,Criza , Degeaba , Între ce-am visat) dar și motive de colind (Vin Colindătorii /La fereastra cu gutuie , Sculați Boieri , Florile Dalbe).Albumul s-a realizat în urma colaborării rapsodului Tudor Gheorghe cu dirijorul Marius Leonard Hristecu  și cu Corul și Orchestra Filarmonicii Oltenia-Craiova .
Muzica și versurile :Tudor Gheorghe
Orchestrator și dirijor : Marius Leonard Hristescu
Durata albumului este de 1:39:04 .
Lista pieselor este :
1. Uvertura/Pune tată steag la poartă
2. Mie-mi pasă
3. Rugă la Timișoara
4. Prolog
5. Vin colindătorii /La fereastra cu gutuie
6. Colind
7. Am venit
8. Colind de parlamentari
9. Colind de fost parlamentar
10. Statornicie
11. Amărăciune
12. Între ce-am visat
13. Degeaba
14. Nu m-am temut de lupii maturi
15. Maturizare
16. Ia-ne , Doamne , orice perspectivă
17. Epilog